# Nicolaus Svenonis Amemontanus
Nicolaus Svenonis Amemontanus, född 8 december 1585 på Omberg, död 22 november 1673 i Askeby församling, Östergötlands län, var en svensk präst.

## Biografi
Amemontanus föddes 1585 på Omberg. Han blev 1608 kantor i Linköping och prästvigdes 24 maj 1612. Amemontanus blev 1630 kyrkoherde i Askeby församling och 1651 kontraktsprost i Bankekinds kontrakt. Han avled 1673 i Askeby socken och begravdes i Askeby kyrka.

### Familj
Amemontanus gifte sig med Anna Isaacsdotter (död 1648). De fick tillsammans barnen kyrkoherden Isaacus Aschanius i Hagebyhöga församling, kyrkoherden Abrahamus Aschanius (1632–1724) i Askeby församling, kyrkoherden Nicolaus Aschanius i Styrstads församling, Jacobus Aschanius, Märta Aschanius och Anna Aschanius. De fick även en son och tre döttrar som avled före Amemontanus. Barnen tog efternamnet Aschanius.

### Gravsten
Hans gravsten finns bevarad i Askeby kyrka.